# Amazing sky
『amazing sky』（アメイジング スカイ）は、片平里菜の1枚目のオリジナルアルバムである。2014年8月6日にポニーキャニオンから発売された。

## 解説
1stシングル「夏の夜」が発売された2013年8月7日のメジャーデビューから1周年となる前日に発売された自身初のオリジナルアルバムである。2014年6月5日に放送された自身初のニコニコ生放送特別番組『片平里菜 10時間スペシャル～大発表あり～』でリリースが発表された。

## 収録曲

### CD
- 全曲作詞・作曲：片平里菜

1. 夏の夜 （4:30）
  - 編曲：島田昌典

1stシングルの表題曲。
2. tiny room （2:55）
  - 編曲：arbeitboy

アイエス・フィールド配給映画『ハニー・フラッパーズ』 挿入歌[3]。
3. HIGH FIVE （4:02）
  - 編曲：山田貴洋
4. 女の子は泣かない （3:57）
  - 編曲：島田昌典
2ndシングルの表題曲。
5. あなた （5:30）
  - 編曲：久保田光太郎
3rdシングル（両A面）の2曲目。
6. teenage lovers （5:46）
  - 編曲：コトリンゴ
7. CROSS ROAD （4:32）
  - 編曲：山田貴洋
8. Hey boy! （2:59）
  - 編曲：arbeitboy
2ndシングル「女の子は泣かない」のカップリング曲。
9. Oh JANE （3:52）
  - 編曲：亀田誠治
3rdシングル（両A面）の1曲目。
10. 心は （4:35）
  - 編曲：安野勇太
NHK-FM『Music Line』 2014年8・9月度エンディングテーマ[4]。
11. Come Back Home （4:56）
  - 編曲：arbeitboy
1stシングル「夏の夜」のカップリング曲。
12. amazing sky （4:55）
  - 編曲：OVERGROUND ACOUSTIC UNDERGROUND
アルバムタイトル曲。
13. 始まりに （4:23）
  - 編曲：山田貴洋
配信限定シングル。

### DVD（初回限定盤のみ）

#### ミュージック・ビデオ
1. 夏の夜
2. Come Back Home
3. 女の子は泣かない
4. Oh JANE

#### First One-man Live@2014.01.31 SHIBUYA WWW
2014年1月31日にSHIBUYA WWWにて開催された1stワンマンツアーのライブ映像と、「Document Of First One-man Live@2014.01.31 SHIBUYA WWW」と題したライブドキュメントが収録されている。
1. 夏の夜
2. 女の子は泣かない
3. 始まりに
4. Come Back Home